# ダグラス・W・ダイアモンド
ダグラス・ウォーレン・ダイアモンド（Douglas Warren Diamond、1953年 - ）は、アメリカ合衆国の経済学者。シカゴ大学ブース・スクール・オブ・ビジネスのマートン・H・ミラー記念講座の卓越教授（金融学）。彼は金融仲介機関、金融危機、および市場流動性の研究を専門とする。彼はアメリカ金融協会の元会長と西部金融協会、エコノメトリック協会、アメリカ芸術科学アカデミー、アメリカ金融協会のフェローを務める。

## 経歴
1975年にブラウン大学を卒業、1980年にイェール大学から経済学の博士号を取得した。ダイアモンドは、金融危機と銀行経営、特に1983年に出版された影響力のあるダイアモンド＝ディビッグ・モデルと1984年に出版された委任監視のダイアモンド・モデルで最もよく知られる。
2016年、彼は革新的な定量的応用でCMEグループ-MSRI賞を受賞し、2011年にはトムソン・ロイター引用栄誉賞を受賞した。ベン・バーナンキ、フィリップ・ディビッグとともに、2022年にノーベル経済学賞の共同受賞者となった。